# Francolino
Francolino è una frazione di Ferrara di 1 976 abitanti, facente parte della Circoscrizione 3.
Il toponimo deriva da luogo franco.

## Storia
Si hanno notizie del borgo sin dal X secolo e nel 938 viene citato in un testamento di ricchi possidenti veneti. Si ritiene che il paese fosse una fortezza difensiva sul Po e più di una volta fu campo di battaglia fra veneziani e ferraresi: i primi lo conquistarono nel 1120, passò poi ai Salinguerra nel 1186 ed infine finì nelle mani degli Este nel 1240.
L'importanza di Francolino come porto fluviale la si riconosce nel commercio del sale ad opera dei veneziani, dall'approdo delle navi provenienti dalla Lombardia e soprattutto come punto di accoglienza delle numerose personalità che visitavano la corte estense. Nel 1309, nel corso della guerra di Ferrara, i veneziani tentarono di distruggere con una flotta fluviale il ponte fortificato fatto gettare dal legato pontificio. Nel 1345 vi approdò Umberto, delfino di Vienna, seguito da una numerosa corte, mentre nel 1397 vi arrivò la principessa Gigliola da Carrara, sposa del marchese Niccolò III d'Este. Nel 1438 Francolino ospitò l'imperatore di Costantinopoli Giovanni IV del Monferrato, insieme al patriarca di Costantinopoli, in occasione del concilio ecumenico. È del 1468 la visita dell'imperatore di Germania Federico III, mentre nel 1476 il duca Ercole I d'Este riceveva il re d'Ungheria Mattia Corvino con la moglie Beatrice d'Aragona, sorella di Eleonora d'Aragona consorte del duca. Infine, nel 1580, il duca Alfonso II d'Este invita al Castello Estense Carlo Borromeo.
Anche Francolino, come le vicine località, fu più volte soggetto alle inondazioni delle acque del Po sino a quando esso perse d'importanza in seguito al miglioramento delle vie di comunicazione per Pontelagoscuro insieme alla costruzione del relativo ponte sul Po.

## Monumenti e luoghi di interesse
La chiesa di San Marco Evangelista risale al 1139 e venne riedificata in un altro luogo nel 1796 in stile barocco.
Nel territorio sorge anche l'ex delizia estense di Francolino, detta villa Costabili, oggi in stato di abbandono.
La piazza centrale del paese è intitolata a Fetonte, il figlio del dio Apollo che, secondo la mitologia, volle guidare il carro del sole ma dal quale ne fu sbalzato via e precipitò nelle acque dell'Eridano, l'antico nome con il quale ci si riferiva al Po.
Francolino si sviluppa lungo la via dei Calzolai tra Pontelagoscuro e Ferrara, in zona pianeggiante a ridosso del Po, da cui è diviso dall'argine destro.
Nella frazione passa anche parte dell'itinerario del percorso cicloturistico Destra Po ed è presente un esemplare di Pioppo bianco, un albero di notevole importanza posto nella golena, alto 22 metri e con un diametro di 140 cm, tutelato dal DPGR n.550/90.